# Île de Roëlan
Roëlan est une petite île française, située sur la commune de Erdeven, dans le département du Morbihan et la région Bretagne.

## Protection
Roëlan est une petite réserve naturelle de 1,8 hectare gérée par l'association Bretagne vivante. Roëlan abrite des colonies de sternes nicheuses, de pétrels-tempête et de goélands.
Roëlan fait l'objet d'un arrêté préfectoral de protection de biotope (APPB) qui vise la préservation de biotopes variés, indispensables à la survie d’espèces protégées spécifiques depuis le 12 janvier 1982,,.
L'accostage est généralement interdit du 15 avril au 31 août.